# Oxalis sleumeri
Oxalis sleumeri är en harsyreväxtart som beskrevs av A. Lourteig. Oxalis sleumeri ingår i släktet oxalisar, och familjen harsyreväxter. Inga underarter finns listade i Catalogue of Life.